# Shelter Island
Shelter Island ist eine Stadt (town) im Suffolk County des US-Bundesstaates New York mit 2392 Einwohnern (Census 2010). Sie befindet sich auf der gleichnamigen Insel, die im Osten Long Islands zwischen den beiden Halbinseln North Fork und South Fork im Shelter Island Sound liegt.

## Geographie
Die Fläche der Insel beträgt 31,5 km². Zusammen mit den dazugehörenden Wasserflächen kommt die Stadt auf 75,4 km². Sie liegt nahe am östlichen Ende des tiefen Einschnittes, der den Ostteil Long Islands in die beiden „Forks“ (Gabelungen) genannten Halbinseln spaltet. Östlich befindet sich die bis Gardiners Island reichende Bucht Gardiners Bay. Die nördlich und südlich an Shelter Island vorbeiführenden Wasserstraßen sowie die sich westlich in die Noyack Bay fortsetzende Bucht werden zusammen als Shelter Island Sound bezeichnet. Die wichtigsten Buchten in der komplizierten Küstenlinie der Insel sind der Coecles Inlet im Osten sowie Smith Cove und West Neck Harbor im Süden.
Größere Teile der Insel, vor allem die Mashomack-Halbinsel im Osten, bestehen aus den Hamptons vergleichbaren Feuchtgebieten, der Rest ist größtenteils recht dünn mit Wohn- und Ferienhäusern bebaut.
Die Nachbarstädte sind Southold auf der North Fork sowie Southampton und East Hampton auf der South Fork.

### Gliederung
Die Besiedelung von Shelter Island wird in die beiden Hamlets und Census-designated places Shelter Island mit 1234 Einwohnern im Südosten und Shelter Island Heights mit 981 Einwohnern im Westen und Norden sowie das kleine Dering Harbor mit 13 Einwohnern im Norden, das den Status eines incorporated village hat, aufgeteilt.

## Geschichte
Ursprünglich war Shelter Island von Manhanset-Indianern besiedelt, von deren Namen Ahaquatawamok, „von Inseln beschützte Insel“, sich der englische Name ableitet. Mit einer Urkunde vom 27. Dezember 1652 wurde die Insel an britische Zuckerhändler aus Barbados verkauft; einer von ihnen, Nathaniel Sylvester, besiedelte sie als erster Europäer. In der Folge wanderten vor allem Quäker ein. 1730 wurde die Stadt gegründet.
Ab 1871 wurde der Tourismus auf der Insel aufgebaut; Shelter Island Heights wurde als Feriensiedlung errichtet. Es dominierten große Hotels. 1910 brannte das größte, das Manhanset House, nieder. An seiner Stelle entstand auf Initiative von Ferienhausbesitzern das inkorporierte Dorf Dering Harbor, und auf der ganzen Insel überwiegen seitdem individuelle Ferienhäuser. 1980 wurde die Mashomack-Halbinsel von der Nature Conservancy gekauft und unter Schutz gestellt. Shelter Island Heights wird seit 1993 im National Register of Historic Places als Historic District geführt.

## Bildung und Wissenschaft
1947 fand auf der Insel die erste Shelter-Island-Konferenz, eine der bekanntesten Konferenzen in der Geschichte der Physik und ein Meilenstein in der Entwicklung der Quantenfeldtheorie, statt.

## Infrastruktur

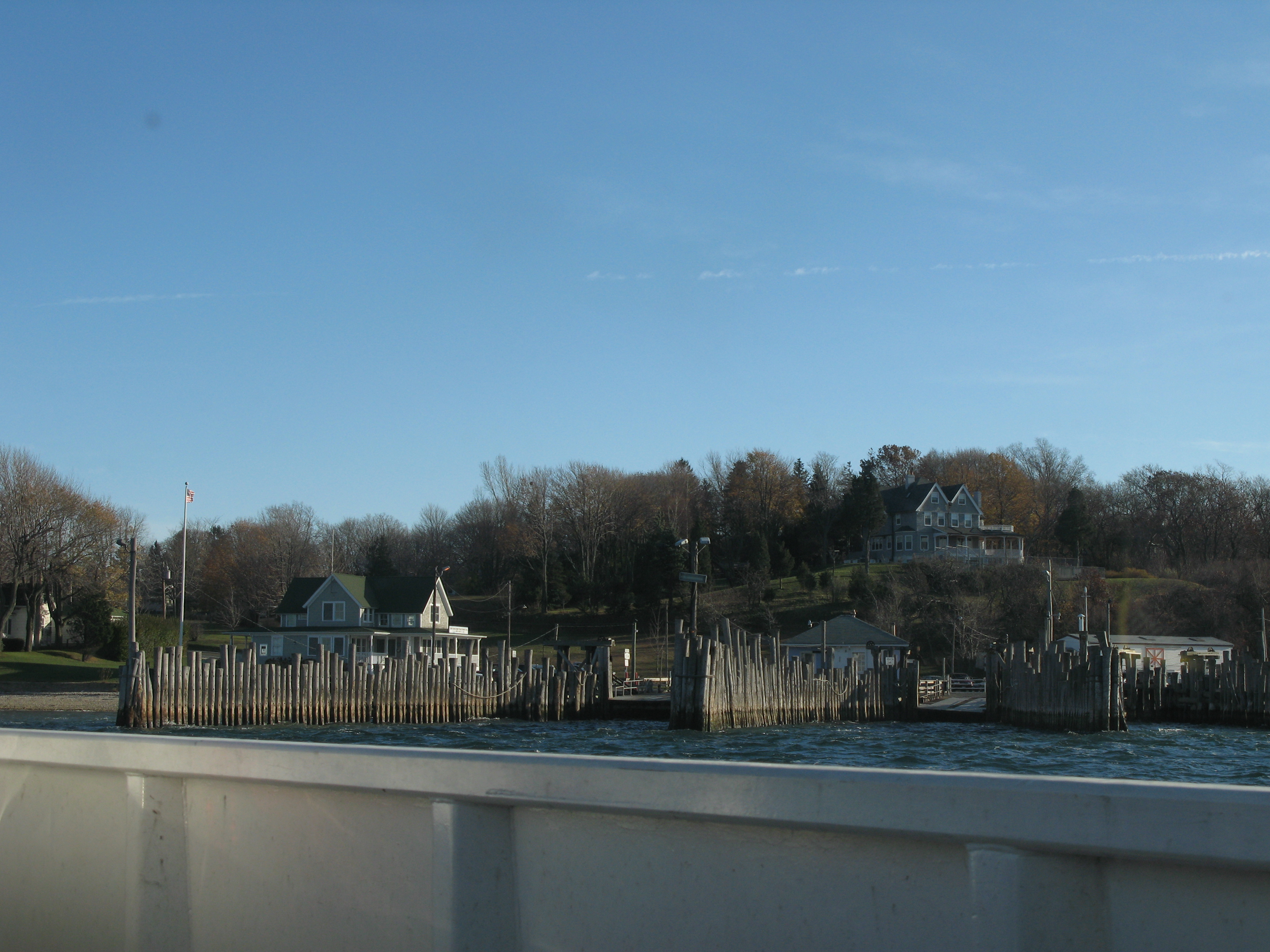
Autofähre kurz vor Shelter Island

Shelter Island besitzt keine Brückenverbindung zum Rest Long Islands, es bestehen lediglich Fährverbindungen nach Greenport im Norden, Fahrzeit etwa acht Minuten, und North Haven im Süden, Fahrzeit etwa fünf Minuten. Die Fähren verkehren im 10- bis 20-Minuten-Takt.